# Ivan Šapina
Ivan Šapina (17 novembre 1999) è un taekwondoka croato.

## Palmarès
- Mondiali

Manchester 2019: bronzo nei -87 kg.
- Europei

Sofia 2021: bronzo negli 87 kg.
Manchester 2022: oro negli 87 kg.
- Giochi del Mediterraneo

Orano 2022: oro nei +80 kg.